# Thurstan Hunt
Thurstan Hunt (f. Lancaster, 3 de abril de 1601) fue un sacerdote católico inglés. Fue juzgado y ejecutado con Robert Middleton, también sacerdote. Fueron declarados mártires por la Iglesia Católica y beatificados en 1987 por el Papa Juan Pablo II.
Un contemporáneo cantó de
Hunt's hawtie corage staut,
With godlie zeale soe true,
Myld Middleton, O what tongue
Can halfe thy vertue showe!

## Vida

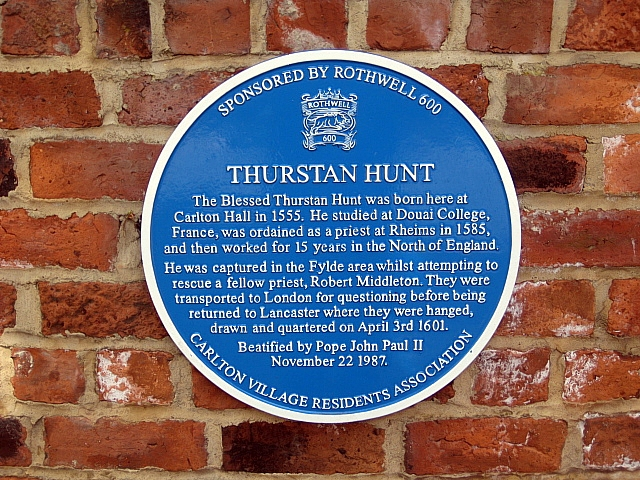
Placa azul para Thurstan Hunt en Carlton Hall

Thurstan Hunt pertenecía a una familia que vivía en Carlton Hall, cerca de Leeds, y había cursado sus estudios para el sacerdocio en Reims (1583–84). Robert Middleton era sobrino de otra mártir, Margaret Clitheroe, y también había estudiado en Reims y Roma (1594-1598).  En noviembre de 1600, Middleton fue arrestado por casualidad cerca de Preston. Luego, cuatro católicos, de los cuales Hunt era uno, intentaron rescatarlo, pero el intento fracasó. Después de una larga pelea, Hunt fue capturado.
Los dos estaban fuertemente esposados día y noche. Por orden del Consejo Privado, con los pies atados bajo el vientre de sus caballos, fueron llevados en público en desgracia a Londres y de regreso a Lancaster, donde fueron condenados y ejecutados por su sacerdocio. La población local mostró su desaprobación y sus reliquias fueron llevadas después de su muerte.